# かち割り
かち割り（かちわり、搗ち割り）は、純氷などの大きな氷を小さく割って飲料用途などに利用しやすくしたもの。
かち割り氷（かちわりごおり、搗ち割り氷）の略語である。

## 概要
飲料を飲むためにポリ袋に密封したり、涼を取るために、ポリ袋に入れてストローを挿し、袋の口を輪ゴムで止めたりして販売する。
希釈したかき氷用シロップに氷塊を入れたものを「かち割り」と称して販売する屋台がある。
かち割りの呼称は、主として関西以西、西日本で多く使用されている。中京地区では、割り氷。関東、東日本では、ぶっかき氷の呼称が一般的である。

## 甲子園名物「かちわり氷」
阪神甲子園球場において販売されている「かちわり氷」は、スタンド（売り子）や売店にて販売されている。但し、夏の高校野球開催期間中のみの販売で、プロ野球阪神タイガースの試合当日は通常販売されていない。
水は六甲山系の地下水を汲み上げたものであり、溶けた氷水を飲んだり、額などに乗せて涼をとったりする。2日間かけてゆっくりと製氷する事で水に溶け込んだ空気が徐々に抜け、気泡が少ない氷になるため溶けにくくなっている。
「カチワリ」が初めて登場したのが1957年で、販売しているのは地元西宮市で飲食店を経営する梶本商店。梶本商店は元々阪神甲子園球場でたこ焼き用のフネ（容器）に入れたかき氷を販売していたが、この容器では氷が溶けてシロップが服を汚してしまうなどの問題があった。2代目である現社長が子供の頃に祭りの露店でした金魚すくいで持ち帰った袋の金魚を見た初代社長がそこからヒントを得て、ビニール袋に氷を詰めストローを付けて販売したところ、「飲み物であると同時に氷嚢としても使える」と評判となり大ヒットした。
発売開始当初は1袋5円であった。かつては巾着状のビニール袋の中に球場内でそのまま袋詰めしたものを販売していたが、現在は衛生面も考慮して予め大阪市内の工場で袋詰めにしており、配送上の問題からビニール袋に密閉された状態で販売されている。KKコンビが大活躍した1983年頃は1日で1万5000袋が売れたが、現在では凍らせたペットボトル入り清涼飲料水の台頭などに加えて、阪神甲子園球場ではペットボトルの持ち込みが認められていることや、衛生面で敬遠する人も増えたこともあって売り上げがピーク時の半分から三分の一にまで落ちており、夏の甲子園の伝統であるカチワリの売上を回復させようとする動きが見られている。

## 派生
かち割りビール
ロックアイスを満たしたグラスやジョッキに、ビールを注ぐ飲み方。
ぬるいビールを冷蔵庫で冷やすのがじれったくなった相撲取りが丼に氷を入れてビールを飲むようになったのが由来とされる。
かち割りワイン
グラスに氷を入れ、なみなみとワインを注ぐ飲み方。
いわゆるワイン・ロックだが、2009年頃からサッポロビールなど酒造メーカーが低価格ワインの販売拡張を狙って提唱し、ワイングラスではなくジョッキで提供する居酒屋などが増えてきている。
かち割り君
岩盤を横方向に押し広げ、割裂する高効率低公害な岩盤掘削工法。
かち割りレモン
伊藤園が販売する冷凍ボトル飲料。冷凍販売が可能。